# Public Administration Review
Public Administration Review (nghĩa tạm dịch: Tổng quan hành chính công) là một tạp chí Hoa Kỳ, đăng tải đánh giá - xem xét về học thuật bao gồm nghiên cứu, lý thuyết và thực hành trong lĩnh vực hành chính công, xuất bản 2 tháng một kỳ.
Public Administration Review được thành lập năm 1940, và được xếp hạng là một trong những tạp chí hàng đầu về đánh giá trong lĩnh vực này . Đây là tạp chí chính thức của Hiệp hội Mỹ về hành chính công (American Society for Public Administration), xuất bản bởi Wiley-Blackwell. Chủ bút tờ báo hiện nay là James L. Perry.
Theo tạp chí Journal Citation Reports (tạp chí Báo cáo trích dẫn), thì tạp chí này có chỉ số tác động năm 2010 của 1.141, xếp thứ 14 trong tổng số 39 tạp chí trong thể loại "hành chính" .